# (39427) Charlottebrontë
Pour les articles homonymes, voir Brontë.
(39427) Charlottebrontë  est un astéroïde de la ceinture principale. Il porte le nom de la romancière britannique Charlotte Brontë (1816-1855).
Il a été découvert le 25 septembre 1973 à l'observatoire Palomar par le trio d'astronomes néerlandais Cornelis Johannes van Houten, Ingrid van Houten-Groeneveld et Tom Gehrels.

Sa désignation provisoire était 3360 T-2.